# 主教祈祷

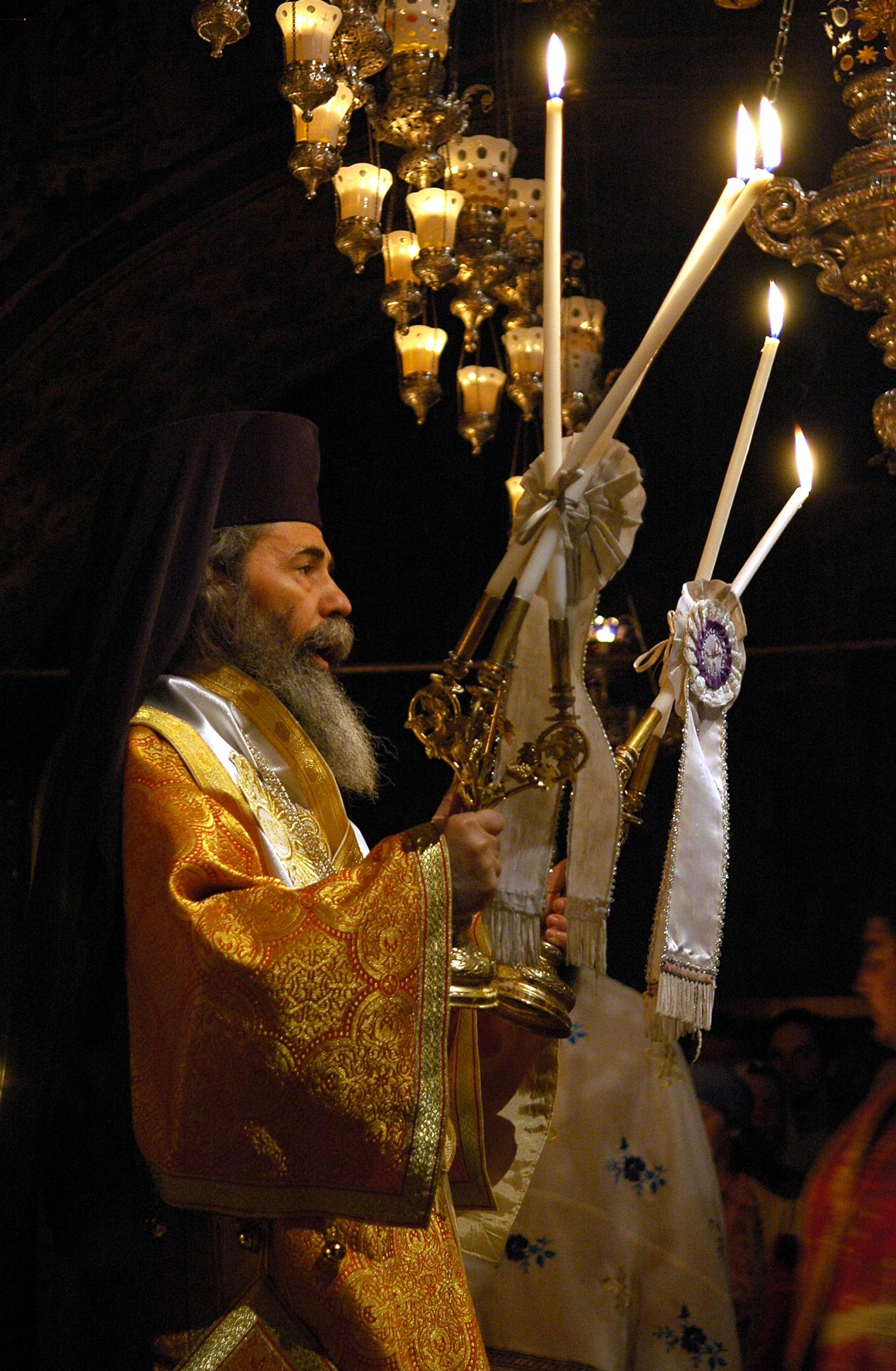
ディキリを左手に、トリキリを右手に持ち、会衆を祝福する、エルサレム総主教セオフィロス3世（2005年5月8日撮影）。頭にはクロブークを被っている。

主教祈祷（しゅきょうきとう、ギリシア語: ἀρχιερατικὴ λειτουργία, ロシア語: Служение Архиерея もしくは Архиерейское Богослужение）とは、主教（総主教・エクザルフ・府主教・大主教・主教の別を問わない）が司祷する公祈祷を指す、正教会における奉神礼の種別。主教祈祷においても、司祭・輔祭が陪祷する事が多い。これに対し、司祭が司祷する奉神礼を司祭祈祷（しさいきとう）と呼ぶ。

## 特徴・性質
聖体礼儀をはじめ、各種の時課、モレーベン・パニヒダ・埋葬式等の臨時祈祷といった、奉神礼の全般において、主教祈祷と司祭祈祷の構成はそれぞれ骨格は全く同一であるものの、部分的に少々異なる構成が定められている（例：聖体礼儀中の聖三祝文の歌い方など）。
主教祈祷用の祈祷書（チノヴニク：ロシア語: Чиновник, アルヒエラティコ：ギリシア語: Αρχιερατικό）が使われる。但しギリシア語の祈祷書ではメガ・エフホロギオ（Μέγα Ευχολόγιο）と呼ばれる、主教・司祭・輔祭が使う祈祷書に一括されて収録されていることがある。
用いられる祭具は司祭祈祷に比べて主教祈祷では多くなり、主教が用いるディキリとトリキリや、主教の足元に置く敷物であるオルレツも奉神礼において用いられる。
長輔祭は主教祈祷の輔佐に当り、副輔祭は主教にかかる祭具の一部を扱い、祭服の着脱を補助する。
聖体礼儀中の定められた箇所で行われる神品機密は、主教のみに執行が許される機密である。従って神品機密が行われる聖体礼儀は必然的に主教祈祷の聖体礼儀となる。